# 5881 Akashi
5881 Akashi (1992 SR12) là một tiểu hành tinh vành đai chính được phát hiện ngày 27 tháng 9 năm 1992 bởi M. Sugano và T. Nomura ở Minami-Oda.